# At the Opera House
At the Opera House (укр. В оперному театрі) — концертний альбом американської джазової співачки Елли Фіцджеральд, випущений 1958 року на лейблі Verve Records. Записаний на концертах, що відбулись в рамках циклу «Джаз в філармонії» (англ. Jazz at the Philharmonic), організованого Норманом Гранцем. Платівка містить 2 джем-сейшени співачки і сесійних музикантів: перший був проведений 29 вересня 1957 року в Оперному театрі Чикаго, другий — 7 жовтня того ж року у «Шрайн Аудиторіум» в Лос-Анджелесі.

## Список композицій
| Сторона 1 | Сторона 1                                 | Сторона 1     | Сторона 1                             | Сторона 1  |
| #         | Назва                                     | Автор слів    | Автор музики                          | Тривалість |
| --------- | ----------------------------------------- | ------------- | ------------------------------------- | ---------- |
| 1.        | «It’s All Right With Me»                  | Коул Портер   | Коул Портер                           | 2:32       |
| 2.        | «Don’cha Go ’Way Mad»                     | Ел Стіллман   | Джиммі Манді                          | 2:42       |
| 3.        | «Bewitched, Bothered and Bewildered»      | Лоренц Харт   | Річард Роджерс                        | 3:01       |
| 4.        | «These Foolish Things (Remind Me of You)» | Хольт Марвелл | Гаррі Лінк                            | 3:46       |
| 5.        | «I’ll Wind»                               | Тед Кохлер    | Гарольд Арлен                         | 2:47       |
| 6.        | «Goody Goody»                             | Джонні Мерсер | Метті Мальнек                         | 1:54       |
| 7.        | «Moonlight in Vermont»                    | Джон Блекберн | Карл Сюсдорф                          | 3:06       |
| 8.        | «Them There Eyes»                         | Вільям Трейсі | Масео Пінкард                         | 2:08       |
| 9.        | «Stompin’ at the Savoy»                   | Енді Разаф    | Бенні Гудмен, Едгар Семпсон, Чік Вебб | 5:14       |
| 27:10     |                                           |               |                                       |            |

| Сторона 2 | Сторона 2                                 | Сторона 2    | Сторона 2      | Сторона 2  |
| #         | Назва                                     | Автор слів   | Автор музики   | Тривалість |
| --------- | ----------------------------------------- | ------------ | -------------- | ---------- |
| 1.        | «It’s All Right With Me»                  |              |                | 2:45       |
| 2.        | «Don’cha Go ’Way Mad»                     |              |                | 2:31       |
| 3.        | «Bewitched, Bothered and Bewildered»      |              |                | 3:22       |
| 4.        | «These Foolish Things (Remind Me of You)» |              |                | 3:49       |
| 5.        | «I’ll Wind»                               |              |                | 2:53       |
| 6.        | «Goody Goody»                             |              |                | 1:55       |
| 7.        | «Moonlight in Vermont»                    |              |                | 3:51       |
| 8.        | «Stompin’ at the Savoy»                   |              |                | 7:15       |
| 9.        | «Oh, Lady be Good!»                       | Айра Гершвін | Джордж Гершвін | 4:25       |
| 32:10     |                                           |              |                |            |